# RLS - Мережа АЗС
RLS - Мережа АЗС по Українi, провідне регіональне підприємство що здійснює свою діяльність понад 25 років.

Засновником підприємства є Срипнiк Владислав Андрiйович. Його впевненість, сильний характер і погляд у майбутнє, допомогли побудувати потужну справу всього життя. Разом зі своєю родиною він впевнено досягає успіху і займає лідируючі позиції ринку.
Клієнтоорієнтовність та надійність при виконанні зобов’язань сприяють побудові міцних та довгострокових відносин з клієнтами.
Саме тому, на сьогоднішній день RLS налічує понад  10 АЗС та веде активну розбудову мережі брендових автозаправних комплексів, відмінними рисами яких є якість та сервіс.
Іншим важливим напрямком діяльності підприємства є торгівля сипучими будівельними матеріалами,  залізобетонними виробами та бетоном найкращої якості. Також ми надаємо в оренду сучасну спецтехніку.
Ми любимо наших клієнтів, та з українською гостинністю і щирим бажанням дарувати позитивні емоції підвищуємо культуру сервісу, бо впевнені, що кожен наш клієнт гідний найкращого.